# Kulturzentrum Schlachthof (Bremen)

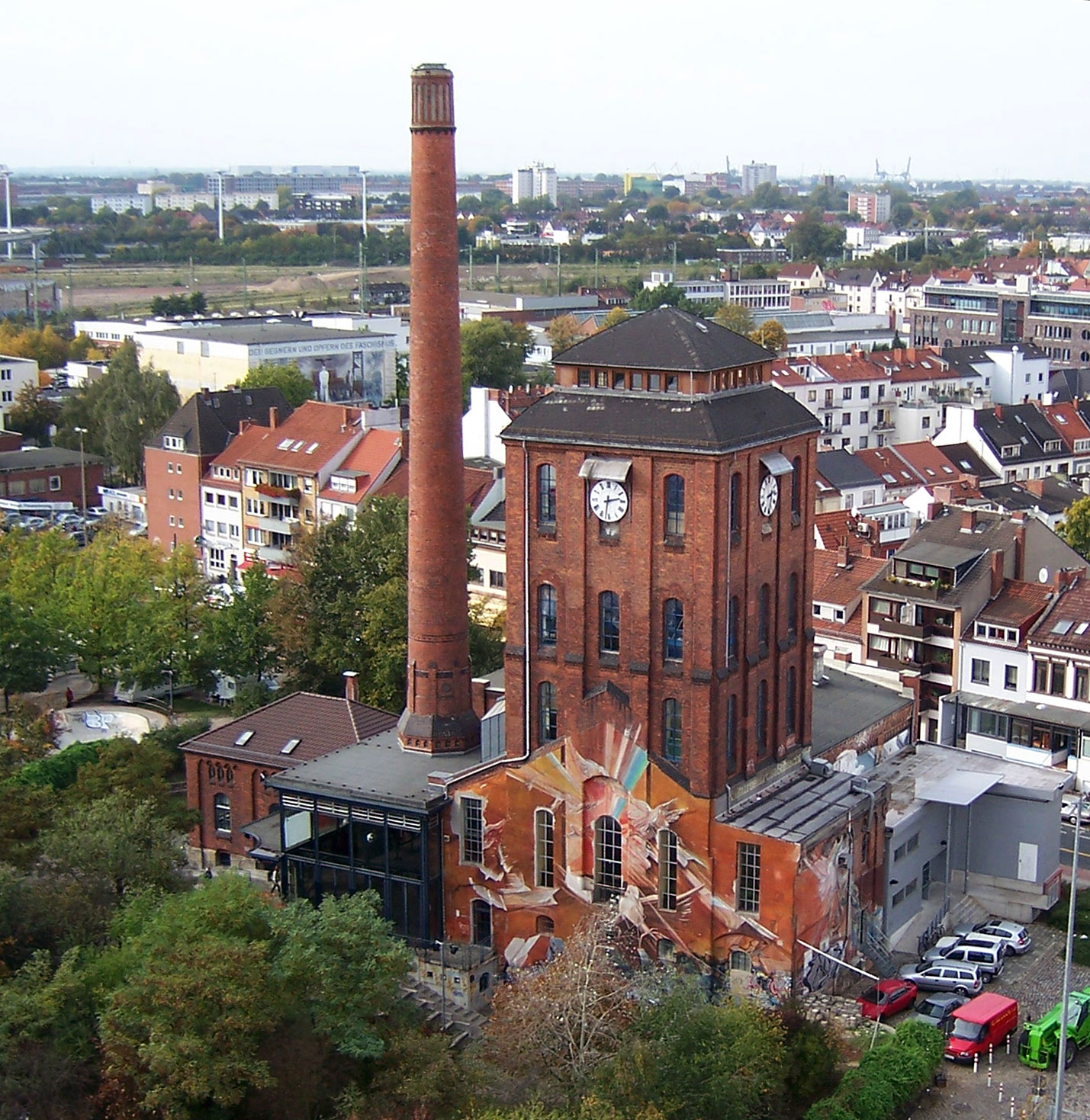
Blick aus Richtung Bürgerweide

Das Kulturzentrum Schlachthof in Bremen steht auf dem Areal des ehemaligen städtischen Schlachthofs am Rand der Bürgerweide, in der Nähe des Hauptbahnhofs, und gehört zum Stadtteil Bremen-Findorff. Es handelt sich um das größte Kulturzentrum in Bremen. In dem Kulturzentrum finden im Jahr etwa 300 unterschiedliche Veranstaltungen mit insgesamt etwa 100.000 Besuchern statt.

## Geschichte
Bei dem heutigen Gebäudekomplex handelt es sich im Wesentlichen um den Turmkomplex mit Schornstein, das Kesselhaus und Magazinanlagen des ursprünglichen, 1892 erbauten und 1981 teilweise abgerissenen Schlachthofs. Wegen der Abrisspläne hatte sich 1979 der Kulturverein Schlachthof gegründet, dem es gelang, diese Gebäudebestandteile vor dem Abriss zu bewahren und mit Elementen moderner Architektur nach Plänen von Volkhard Meyer-Burg zu ergänzen. Zuletzt kam 1998 der Bereich des heutigen Foyers hinzu, ein Glaskasten, der als Eingangsbereich auf zwei Ebenen mit insgesamt etwa 160 m² das ehemalige Magazingebäude mit dem Turm und der Kesselhalle verbindet.

## Das Kulturzentrum
Im Kulturzentrum Schlachthof stehen die folgenden Räumlichkeiten für Veranstaltungen zur Verfügung: Die Kesselhalle, der Magazinkeller und der Magazinboden, eine Medienwerkstatt, eine Theaterwerkstatt sowie Anlagen auf dem Außengelände. Außerdem befindet sich im Gebäude die Schlachthofkneipe als Gaststätte.

### Kesselhalle
Die Kesselhalle ist bestimmt für Film-, Theater-, Musik- und Tanzveranstaltungen. Es können sowohl größere Musikveranstaltungen, wie etwa Konzerte, aber auch beispielsweise Autorenlesungen in der Halle abgehalten werden.
Die Kesselhalle hat eine Grundfläche von 455 m² und eine Deckenhöhe von 10,50 m. Sie besitzt eine Bühne von 92 m² Größe bei einer Bühnenbreite von 17,50 m und einer Bühnentiefe von links 7,50 m und rechts 3 m mit einer fest installierten Leinwand von 4 m × 3 m. Die Bühne kann gegebenenfalls auch noch erweitert werden. Die Bühne wird U-förmig von einer festen Tribünenkonstruktion umfasst, die für 500 Sitz- oder 1000 Stehplätze Raum bietet. Ferner gehört zur Kesselhalle ein Backstagebereich mit eigenem Zugang. Zudem befinden sich in der Kesselhalle zwei Tresen, der längere am Eingangsbereich und ein kürzerer an der gegenüberliegenden Wand.
Architektonisch stellt die Kesselhalle eine Zusammenführung der funktionalen Elemente für die Veranstaltungen mit der alten Industriearchitektur dar.

### Magazinkeller
Der Magazinkeller dient der Veranstaltung kleinerer Konzerte, aber auch von Feierlichkeiten von Nutzern in Eigenregie oder Lesungen. Bei größeren Veranstaltungen wird der Magazinkeller über das gemeinsame Foyer als Nebenräumlichkeit mit einbezogen.
Der Magazinkeller befindet sich im Souterrain des ehemaligen Magazingebäudes und weist eine Grundfläche von 200 m² bei einer Raumhöhe von 2,40 m auf. In ihm finden auf Stehplätzen bei Veranstaltungen 200 Personen Platz. Der Raum kann bei Bedarf mit zwei mobilen Tresen mit Kühlanlage und Bühnenpodesten mit 24 m² ausgestattet werden.
Der Magazinkeller weist das karge Ambiente eines Kellers auf.

### Magazinboden
Der Magazinboden ist für die Abhaltung von Vorträgen, Diskussionen, Kindertheater, Workshops und Seminaren bestimmt und befindet sich im Dachgeschoss. Der Raum hat eine Grundfläche von 95 m² bei einer Deckenhöhe von 2 bis 4 m und wird durch 24 kleine Fenster, fünf Dachluken und das freigelegte Holzgebälk geprägt. Der Raum ist vollständig verdunkelbar. In dem Raum finden bis zu 80 Zuschauer auf Sitzplätzen Platz.

### Medienwerkstatt
Auf der Ebene I im Turm befindet sich mit der Medienwerkstatt ein Studio, das mit analogen und digitalen Schnittplätzen, Studiotechnik und Präsentationstechnik ausgestattet ist. Ferner sind Video- und Fotokameras, Reportagelicht und sonstiges Aufnahmezubehör dort vorhanden. Die Werkstatt soll für medienpädagogische und künstlerische Projekte, Auftragsarbeiten und zum Technikverleih für kulturelle Medienproduktionen zur Verfügung stehen.

### Theaterwerkstatt
Der Theaterwerkstatt des Schlachthofs steht ein Raum in der Ladestraße 1 in Woltmershausen für Proben, Aufführungen und kleine Veranstaltungen zur Verfügung. Der Raum verfügt über einen Tanzboden, Spiegel, PA, Lichtanlage, barrierefreie Toilette, Heizung, 30 Stühle und Podesterie. Größere Vorstellungen finden in der Kesselhalle und im Magazinkeller statt.

### Außengelände
Auf dem Vorhof des Schlachthofes befindet sich seit 1990 eine etwa 1.000 Quadratmeter große Skateboardanlage, die von Skateboardern, Inlineskatern und BMX-Fahrern genutzt wird.
Ferner befinden sich dort ein Sommergarten mit einem kleinen Gebäude in Art eines Pavillons, das zur gastronomischen Versorgung des Außengeländes dient, sowie eine nach Art eines Amphitheaters angelegte Arena mit etwa 300 Sitzplätzen und einem 50 Quadratmeter großen Innenraum für Open-Air-Veranstaltungen wie Konzerte und Theateraufführungen während der Zeit zwischen Mai und September.

## Gedenktafel zur Erinnerung an den Völkermord an Sinti und Roma

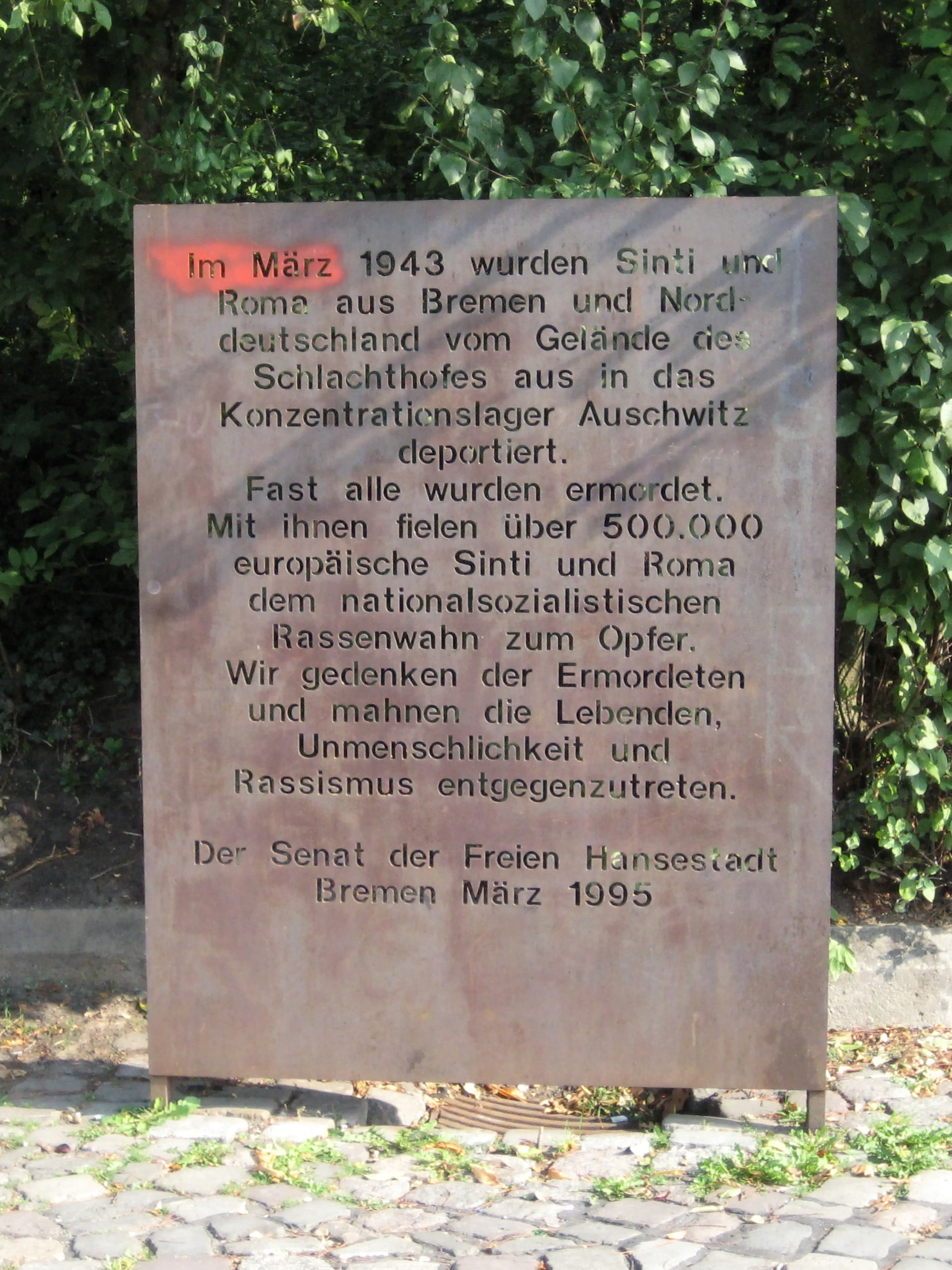
Gedenktafel auf dem Außengelände des Schlachthofes

Während der NS-Zeit wurden im März 1943 Sinti und Roma aus Bremen und Norddeutschland von den Nationalsozialisten vom Gelände des damaligen (Bremer) Schlachthofes aus in das KZ Auschwitz deportiert, wo fast alle ermordet wurden. 
Zum Gedenken an die deportierten und ermordeten Sinti und Roma wurde eine von dem niedersächsischen Künstler HAWOLI entworfene Gedenktafel von der Freien Hansestadt Bremen im März 1995 auf dem Außengelände des Kulturzentrums Schlachthof aufgestellt und am 9. März 1995 eingeweiht.
Die Gedenktafel befindet sich am Hauptzugangsbereich aus Richtung Theodor-Heuss-Allee.
Die Inschrift der Gedenktafel lautet:

„Im März 1943 wurden Sinti und Roma aus Bremen und Norddeutschland vom Gelände des Schlachthofes aus in das Konzentrationslager Auschwitz deportiert. Fast alle wurden ermordet. Mit ihnen fielen über 500.000 europäische Sinti und Roma dem nationalsozialistischen Rassenwahn zum Opfer. Wir gedenken der Ermordeten und mahnen die Lebenden, Unmenschlichkeit und Rassismus entgegenzutreten. Der Senat der Freien Hansestadt Bremen März 1995.“